# Tiphys marshallae
Tiphys marshallae är en kvalsterart som beskrevs av Cook 1956. Tiphys marshallae ingår i släktet Tiphys och familjen Pionidae. Inga underarter finns listade i Catalogue of Life.